# Горис
Гори́с (арм. Գորիս) — город в Армении, на востоке Сюникской области.

## География
Расположен на реке Горис (приток Воротана), в 240 км от Еревана и в 70 км от Капана на автомобильной дороге Ереван — Степанакерт. Город расположился в горном котловане, окружённом скалистыми грядами и пещерами.
Близ Гориса, в селе Хндзореск, — комплекс древних пещерных жилищ, археологический и этнографический музей. Так же недалеко от которого есть качающийся мост с завораживающими видами. На левом берегу реки Горис находится образовавшийся в рыхлых вулканогенных породах лабиринт пещер с каменными пирамидами, причудливыми столбами (т. н. пещерный Горис). С древних времён естественные пещеры использовались как жилища, которые после появления металлических орудий расширялись и достраивались, образуя довольно большие поселения.
Жилые районы — на юге (старый) и на севере (новый). Между ними находится культурный и общественный центр. В 8 км к югу от города находится аэропорт, к востоку — село Хндзореск.
Средняя температура июля +19 °C, января −1.3 °C. Среднее количество годовых осадков 700 мм. Горис является одним из самых дождливых городов Армении.

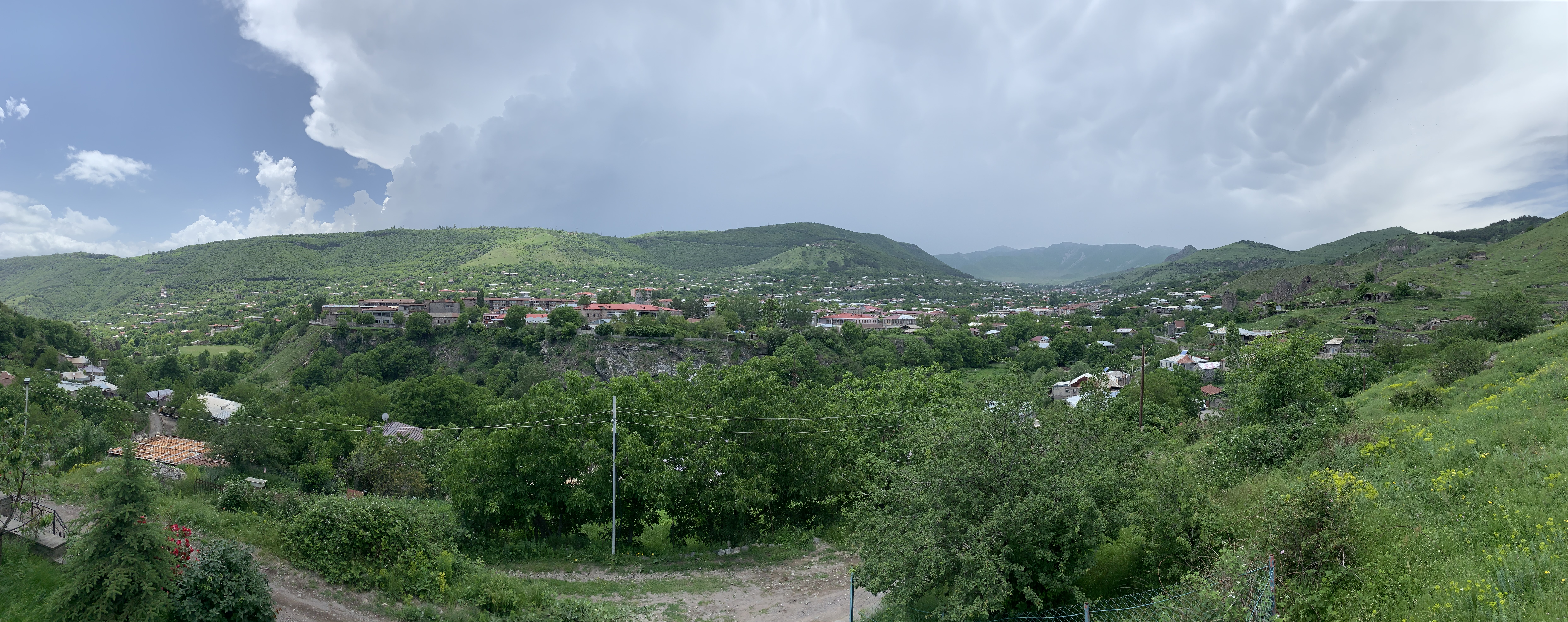

## История
Город Горис известен ещё с урартских времён с VIII века до нашей эры. Название города возводится к упоминаемой урартским королём Русой I «стране Гориста», которую он покорил. В средние века, на месте нынешнего Гориса располагался «старый» Горис, упоминаемый армянским историком конца XIII века Степаносом Орбеляном. Согласно Кавказскому календарю и официальной книги результатов переписи населения 1897 года, поселение именовалось «Герюсы» (Герусы) .
С 1890 года село Герюсы было местом ссылки христиан, преследуемых царским правительством за религиозные убеждения (в основном, баптистов и штундистов).
Первыми ссыльными стали штундист Созонт Капустинский из Киева, верующие Ананчук и Вотюк из Волынской губернии. В 1892 году в Герюсах жило уже 40 ссыльных. Было много заболевших тяжёлой формой лихорадки и тифом, некоторые умирали. Чтобы как-то прокормиться, ссыльные пытались разводить огороды и бахчи, но урожаи грабили полицейские и местное население. Кроме того, ссыльным строго запрещали богослужебные собрания, беседы на духовные темы и совместные молитвы. Статус города получил в 1904 году.
5 ноября 2017 года мэром города был выбран 26-летний Аруш Арушанян.
В сентябре  2023 года Горис стал временным пунктом для депортированных армян из Нагорного Карабаха.

### На исторических фотографиях и картах

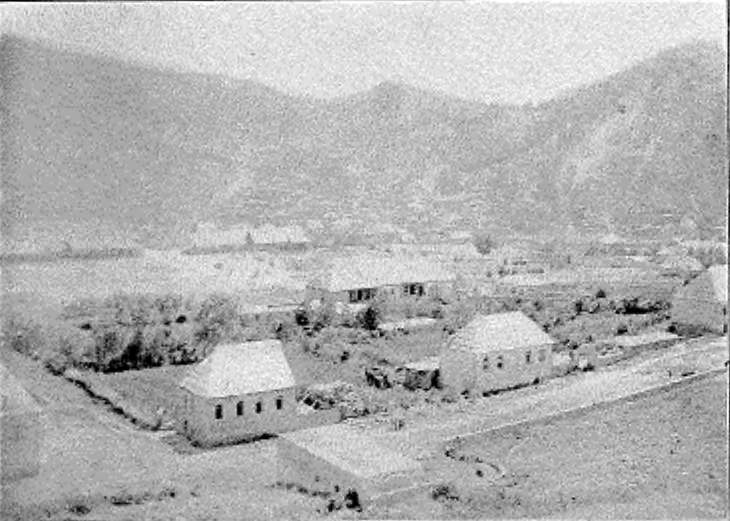
Поселение ссыльных по религиозным убеждениям в Герюсах
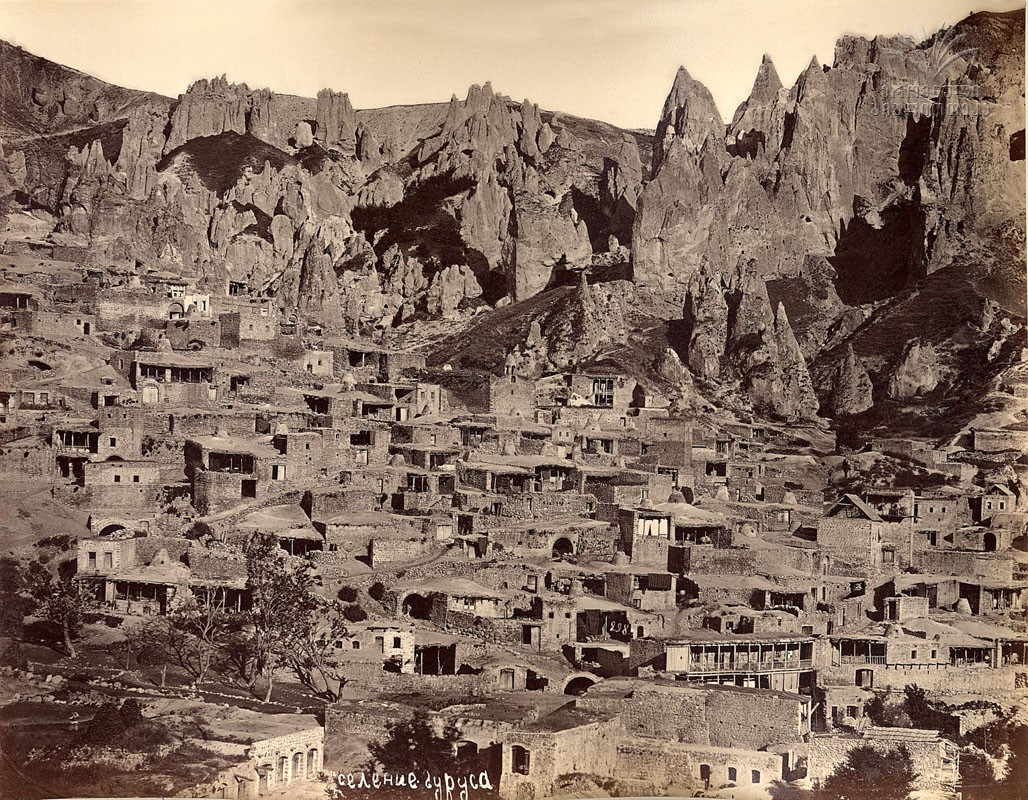
Герюсы в конце XIX века
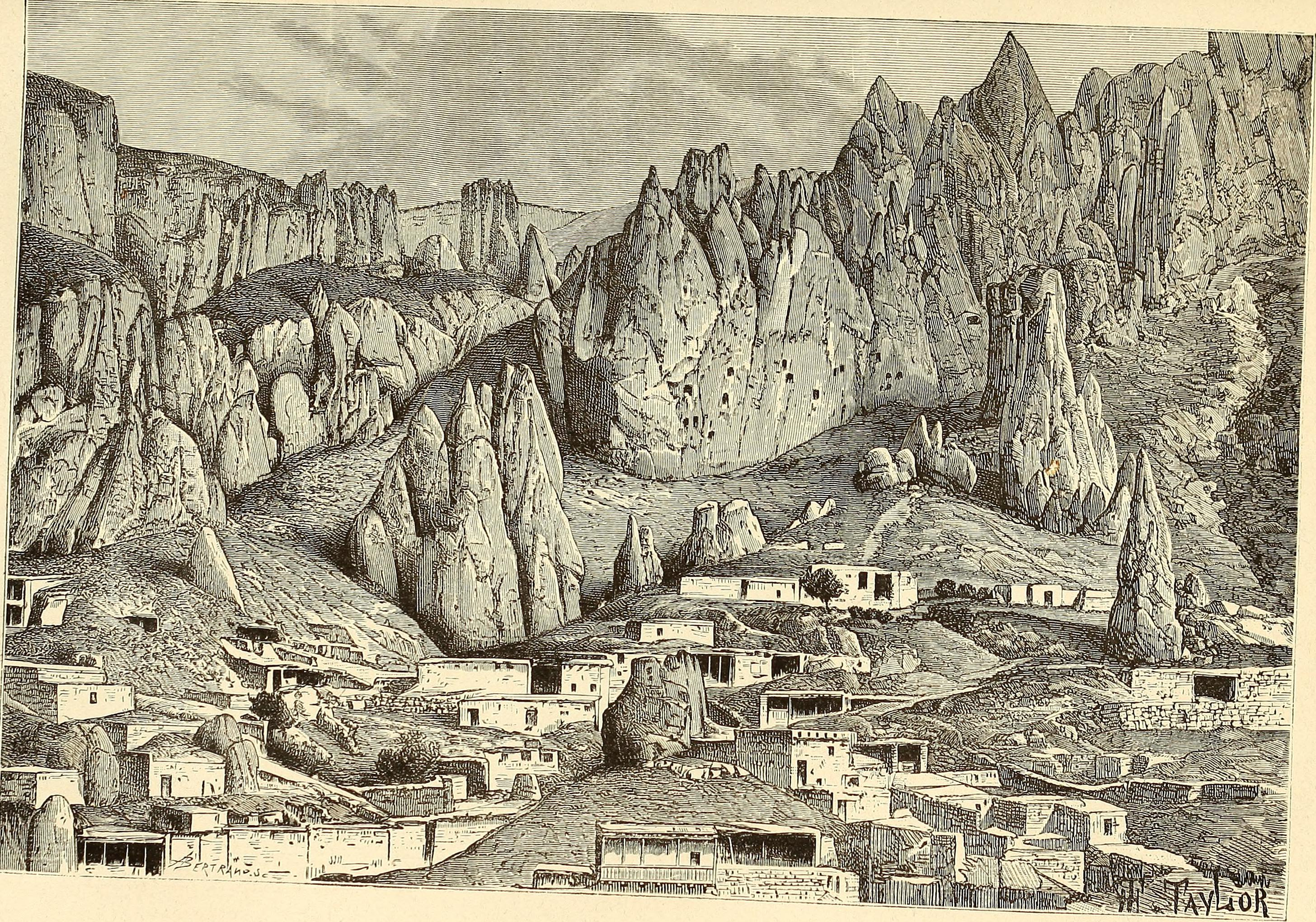
Вид на пещеры в районе Гориса, рисунок Тейлора, 1876 год
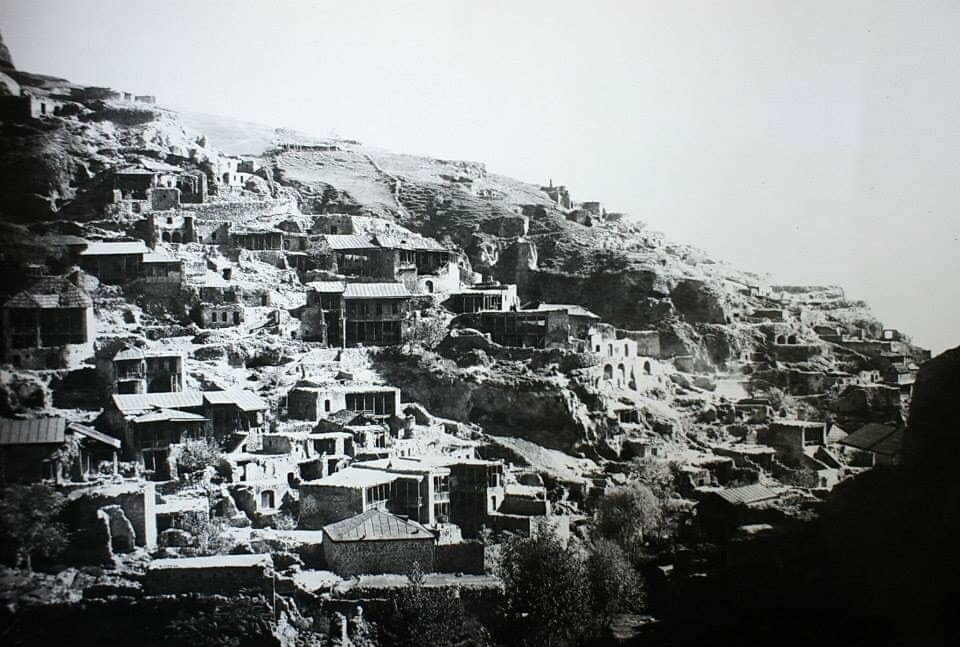
Вид на Горис, начало XX века
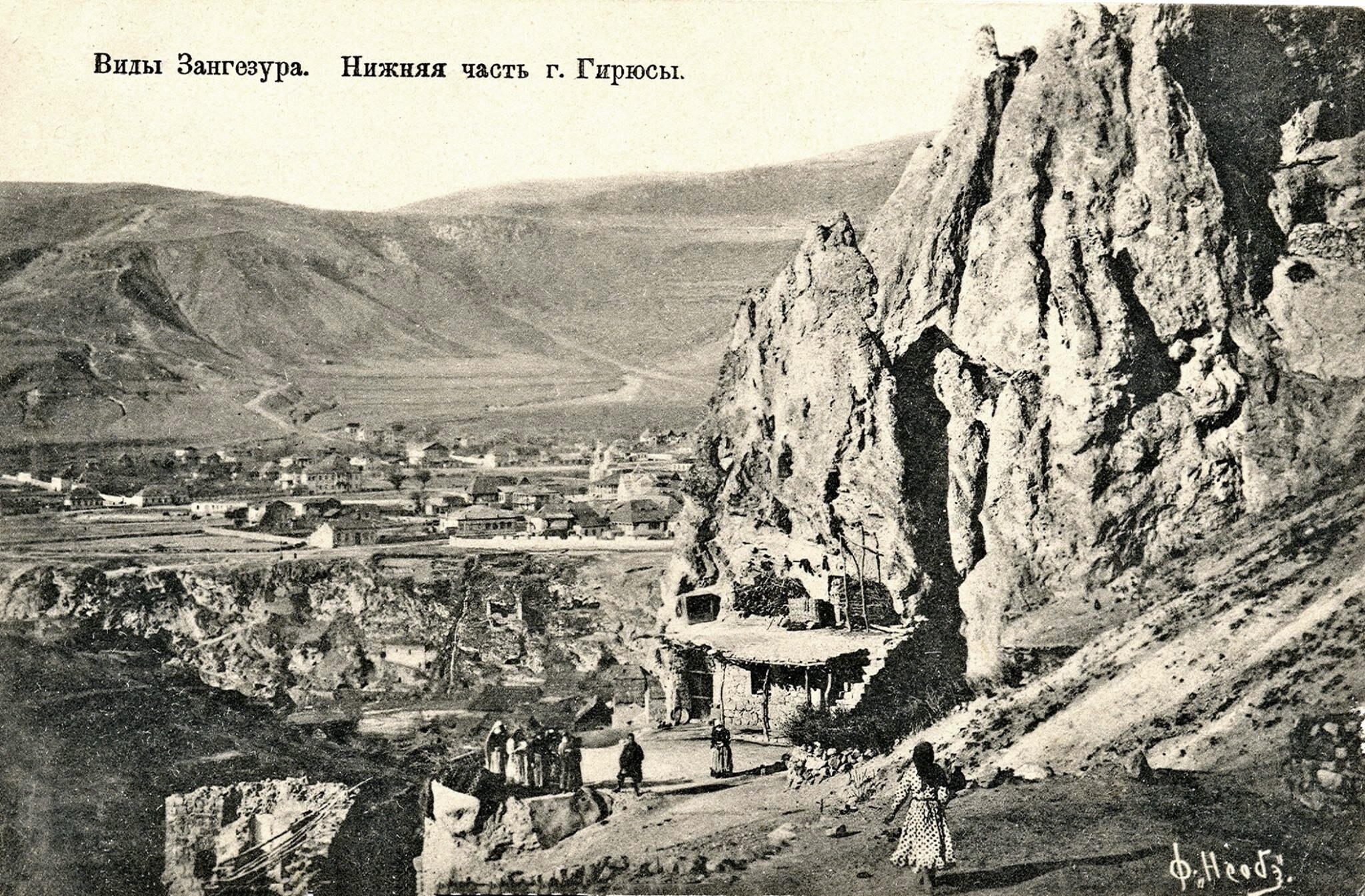
Нижняя подскальная часть города, начало XX века
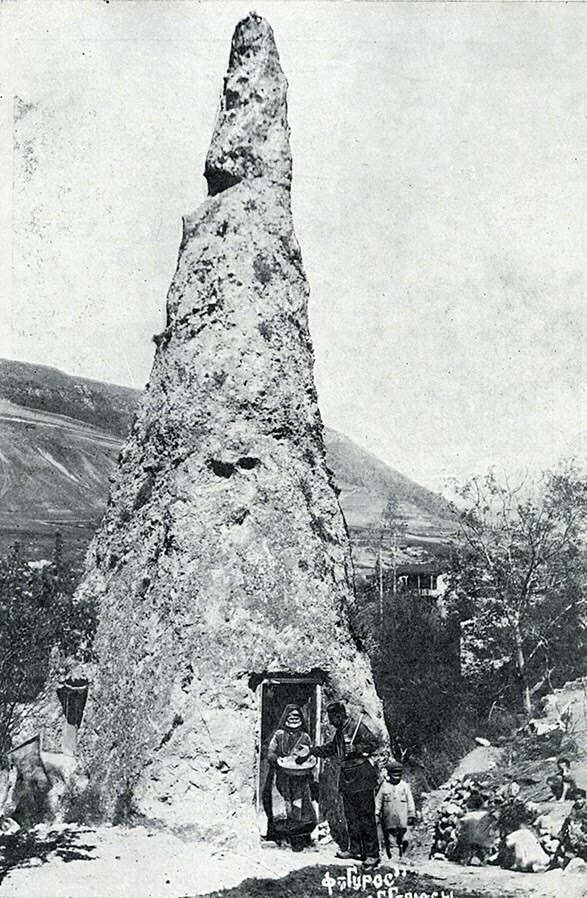
Скальное жилье в Горисе, начало 1920-х
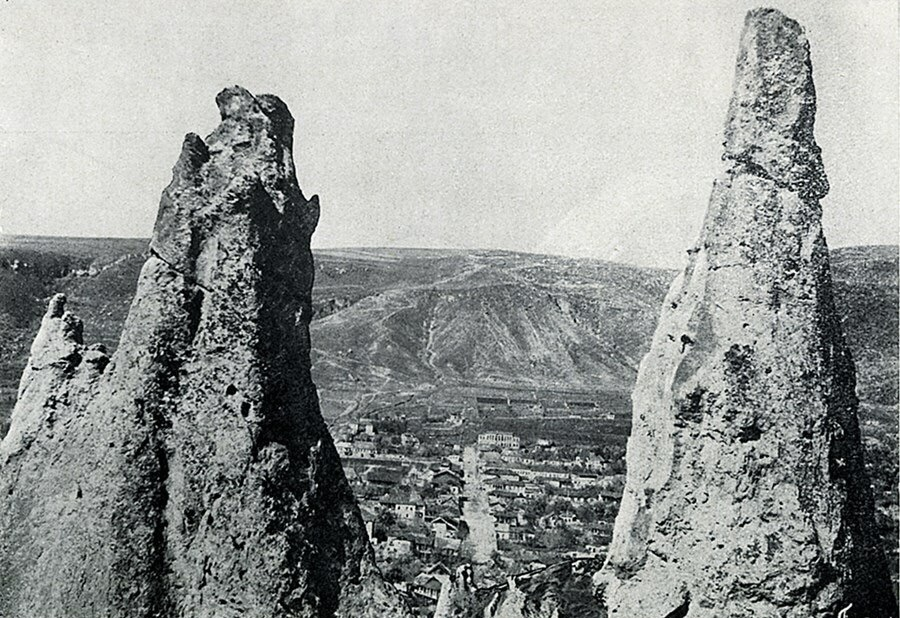
12-я улица Гориса, 1922 год
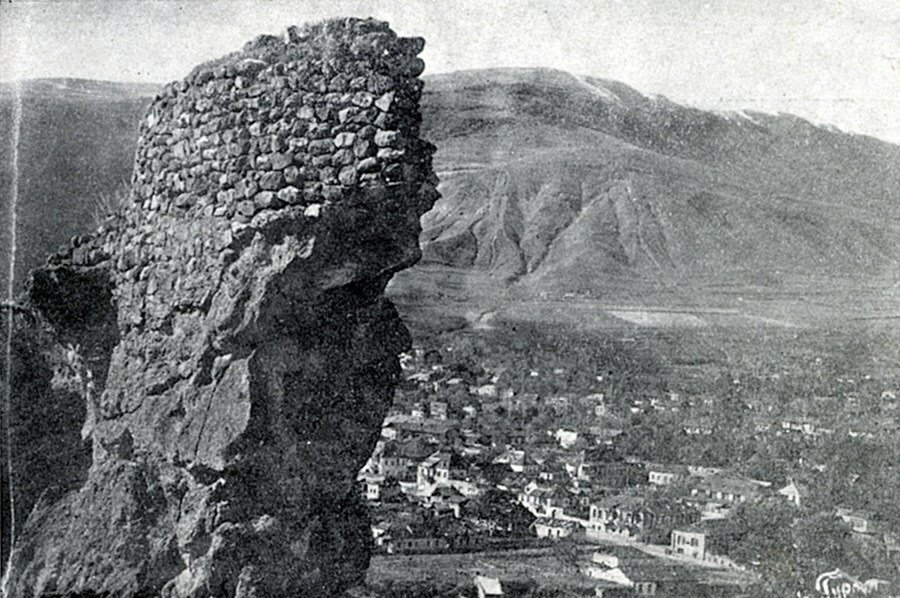
Остатки замка Галакенд, 1920-е
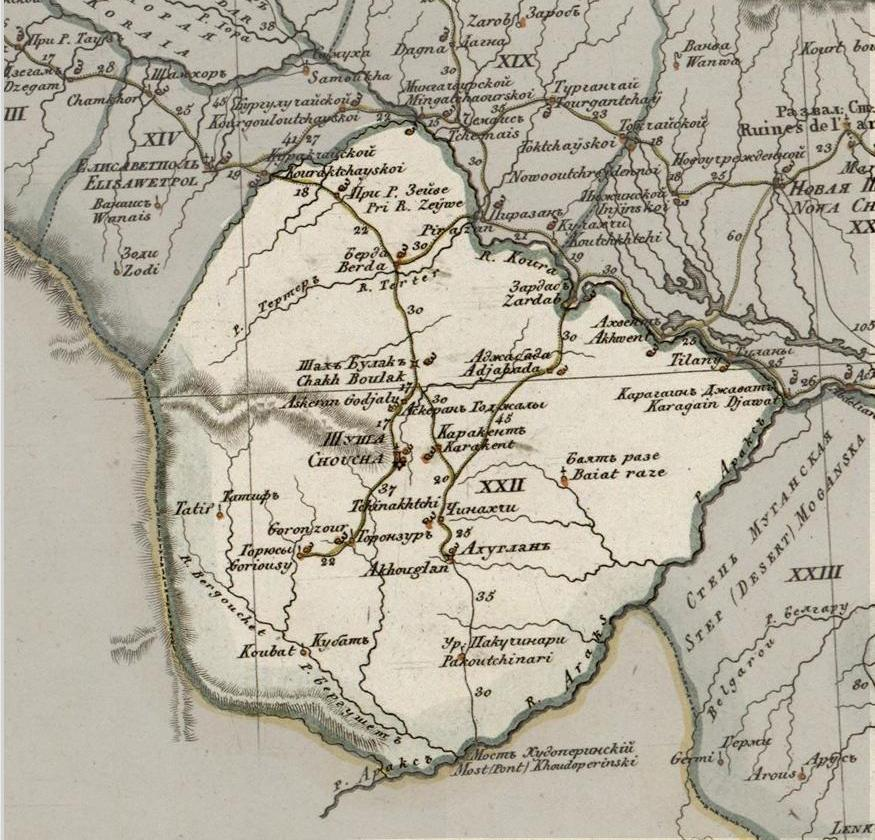
Горис (Горюсы) в составе Карабахского ханства на карте 1823 года
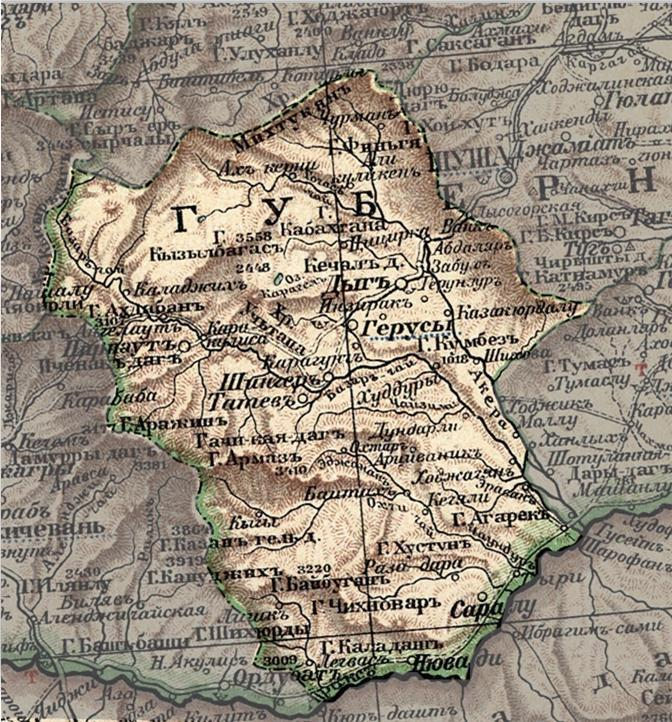
Горис (Герусы) — административный центр Зангезурского уезда Елизаветпольской губернии

## Экономика
Горис — один из промышленных центров Сюника. В городе работают:
- АО «Гориси гамма» — производство электронных приборов и коллекторных двигателей.
- Завод «Микродвигатель» — производство микроэлектродвигателей и электродвигателей малой мощности.
- Предприятия энергетики, пищевой промышленности и др.

## Население
| Год       | 1870 | 1897  | 1910  | 1976  | 1989  | 2001  | 2008  | 2011  | 2023  |
| Население | 1000 | 1 450 | 4 568 | 17400 | 23795 | 15019 | 23048 | 23074 | 19524 |

Согласно энциклопедии Эфрона и Брокгауза всего в Горисе проживало 2,5 тыс. жителей, которые были последователями армянской церкви. По данным первой всеобщей переписи населения 1897 года в селе проживало 1 450 чел., из которых:
- армяне — 1 082 чел. (74,62 %),
- азербайджанцы[Комм. 1] — 209 чел. (14,41 %),
- славяне (в основном русские, а также украинцы и белорусы) — 125 чел. (8,62 %),
- молдаване и румыны — 13 чел. (0,9 %),
- аваро-андийские народы — 3 чел. (0,21 %),
- немцы — 1 чел. (0,07 %),
- лезгины[Комм. 2] — 1 чел. (0,07 %),
- представители других народностей — 1 чел. (1,1 %)[11][12].

По данным Кавказского календаря на 1912 год, в 1911 году население города составляло 4 568 чел., в основном армян. К началу 1914 года — 7 297 жителей, так же преимущественно армяне.
По материалам сельско-хозяйственной переписи населения 1922 года по Армении, в городе число армян составляло 3657, азербайджанцев (указаны как «тюрко-татары») — 3, всего — 3660 человек.

## Образование
В Горисе действует Горисский государственный университет — единственный на юге Армении.

## Достопримечательности
Недалеко от города находится красивейший, один из самых туристически важных монастырей Армении — Татев, в XVIII веке он был разрушен турками.
В городе имеется дом-музей Акселя Бакунца, драматический театр, краеведческий музей, меликский дом (XVIII век), а также средневековое пещерное поселение и церковь.

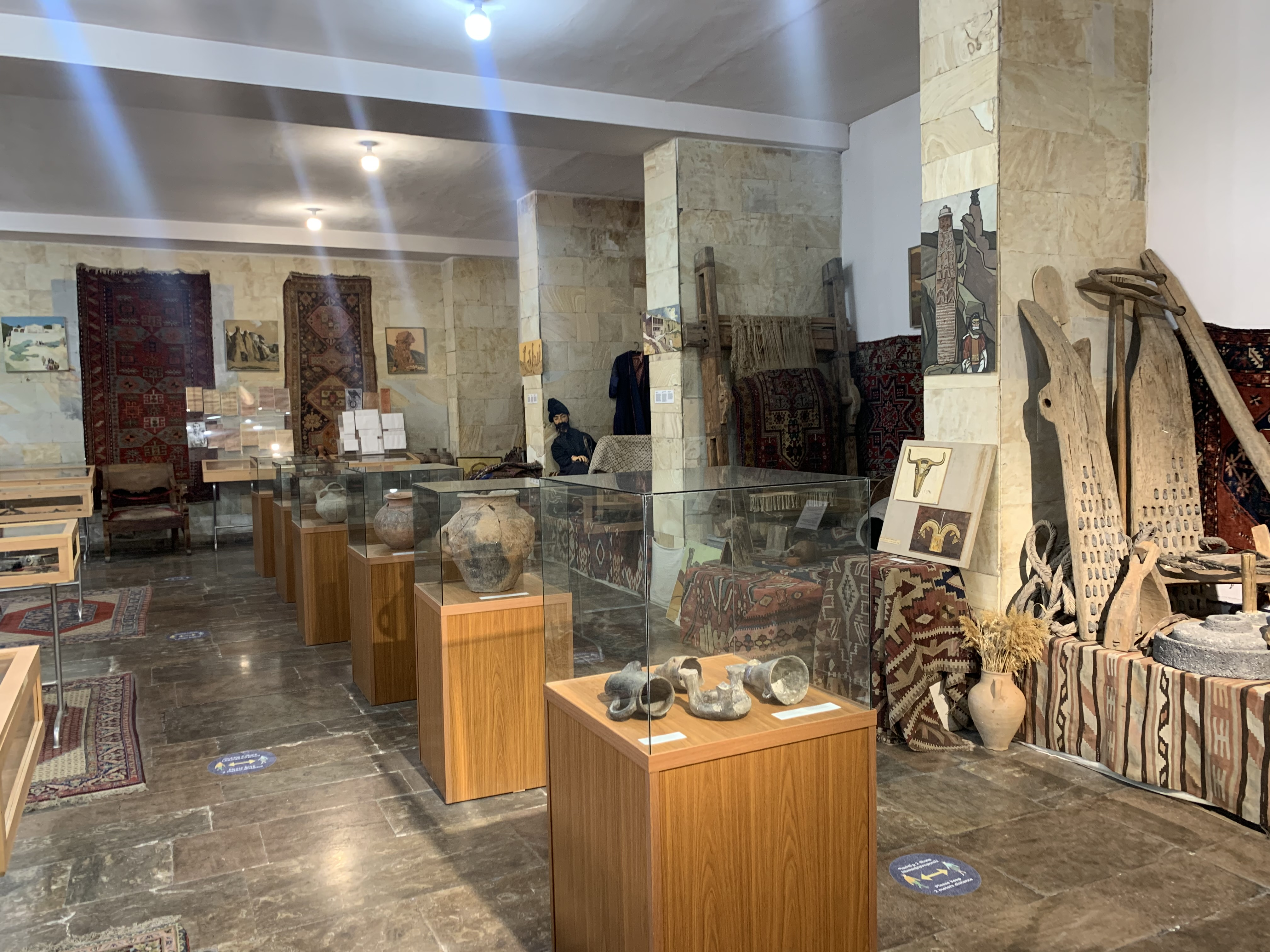
Краеведческий музей
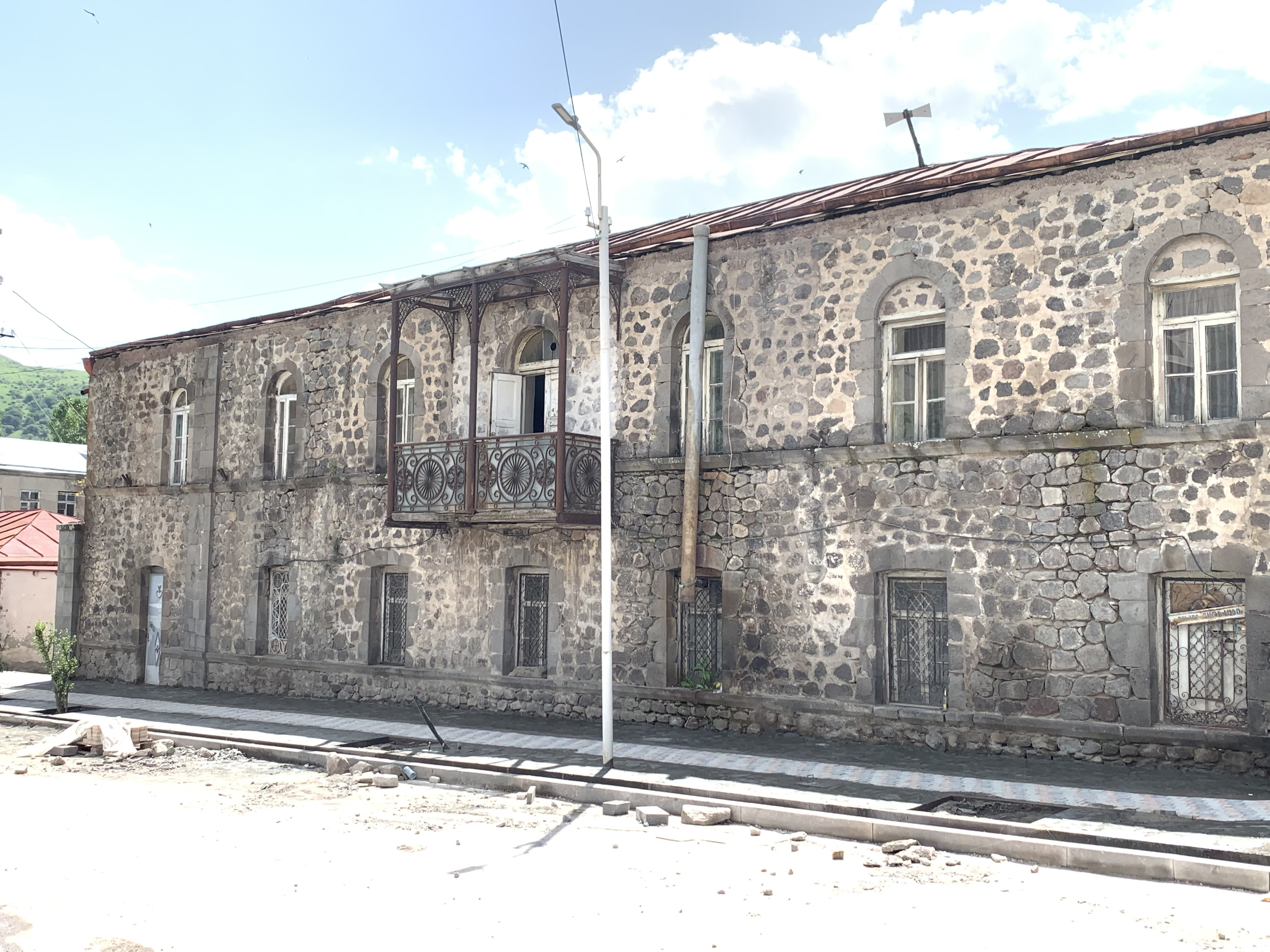
Здание русской школы XIX века
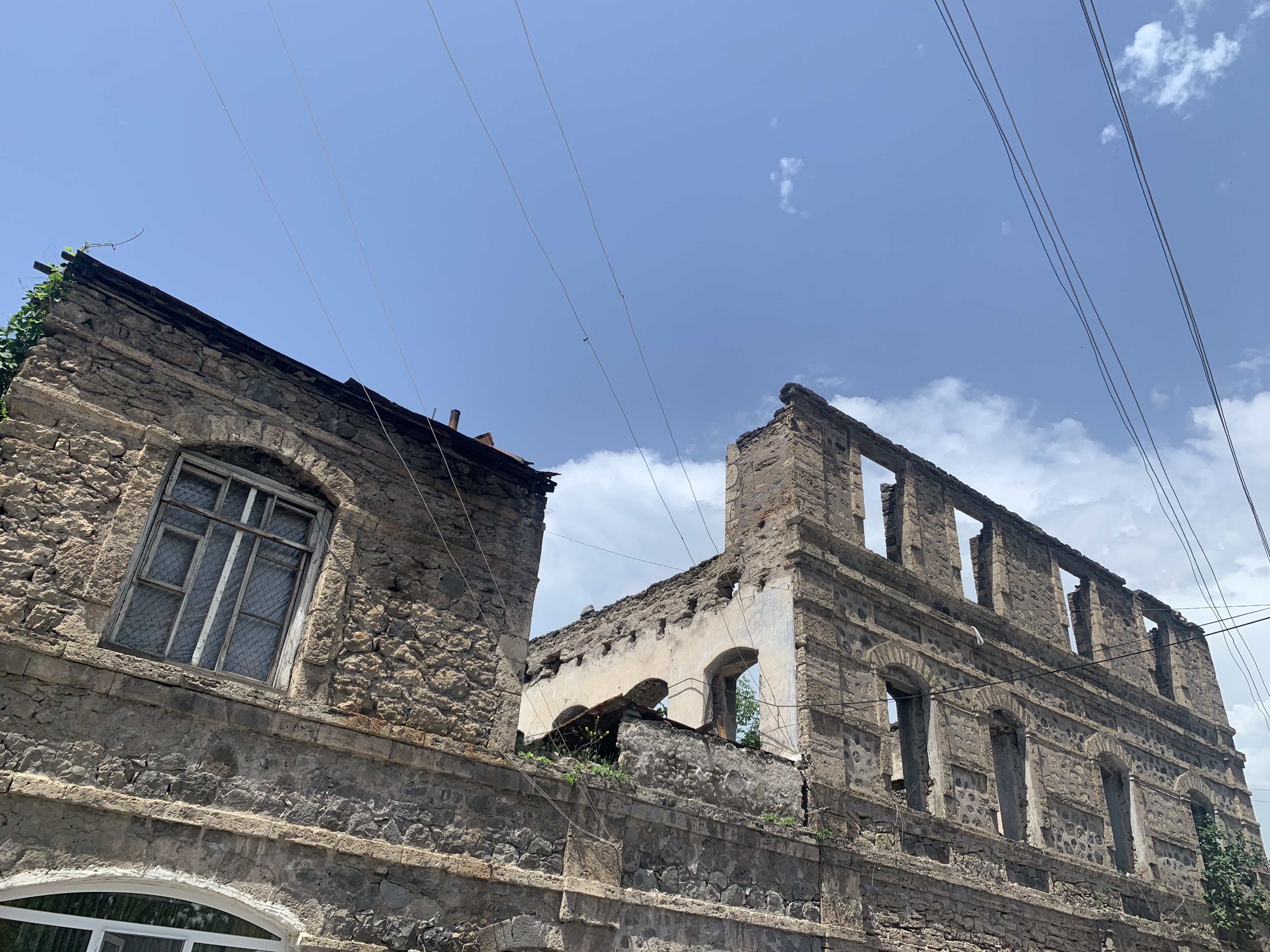
Здание школы XIX века
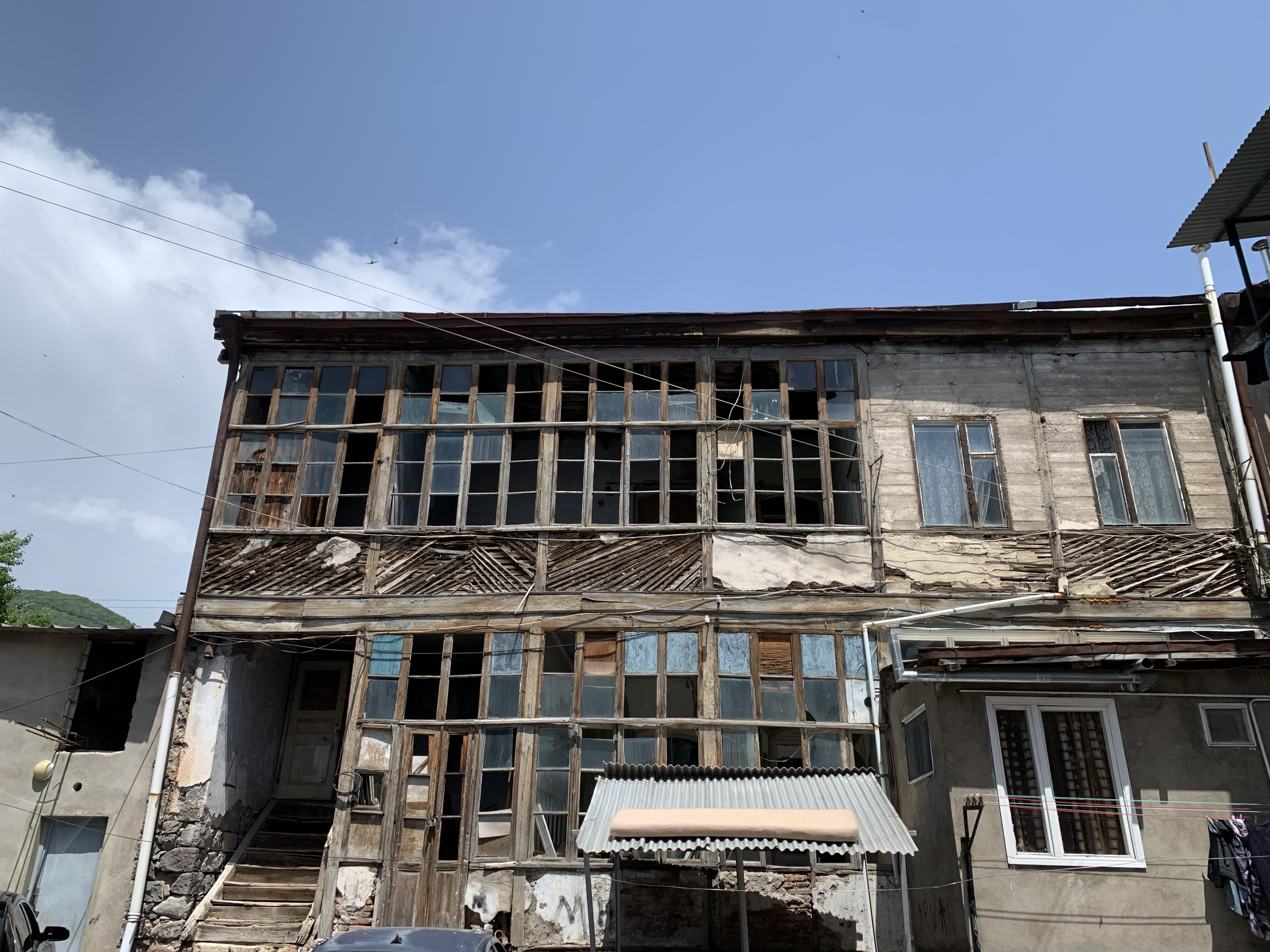
Здание старой школы
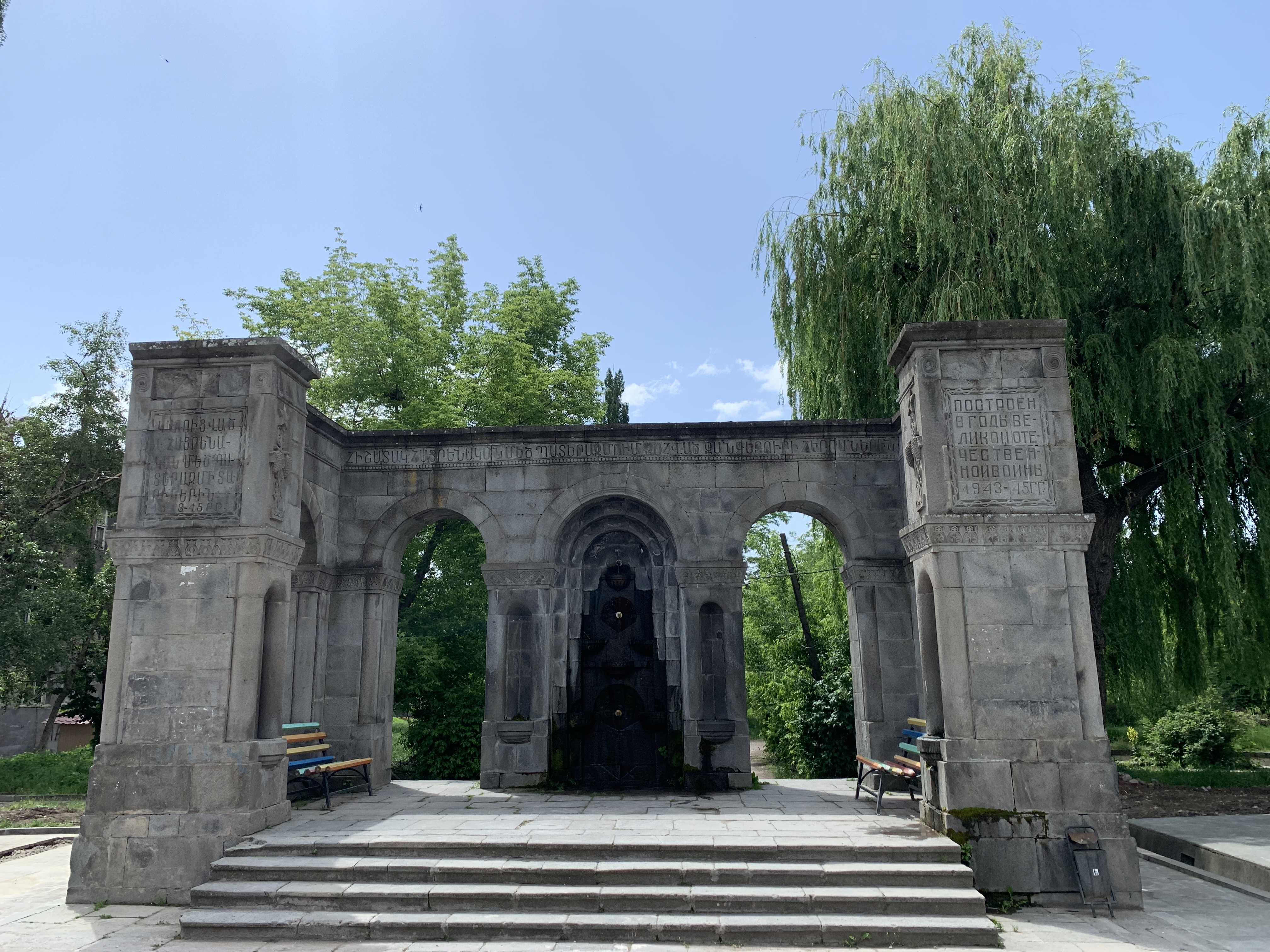
Мемориал горожанам, павшим в Великой Отечественной войне
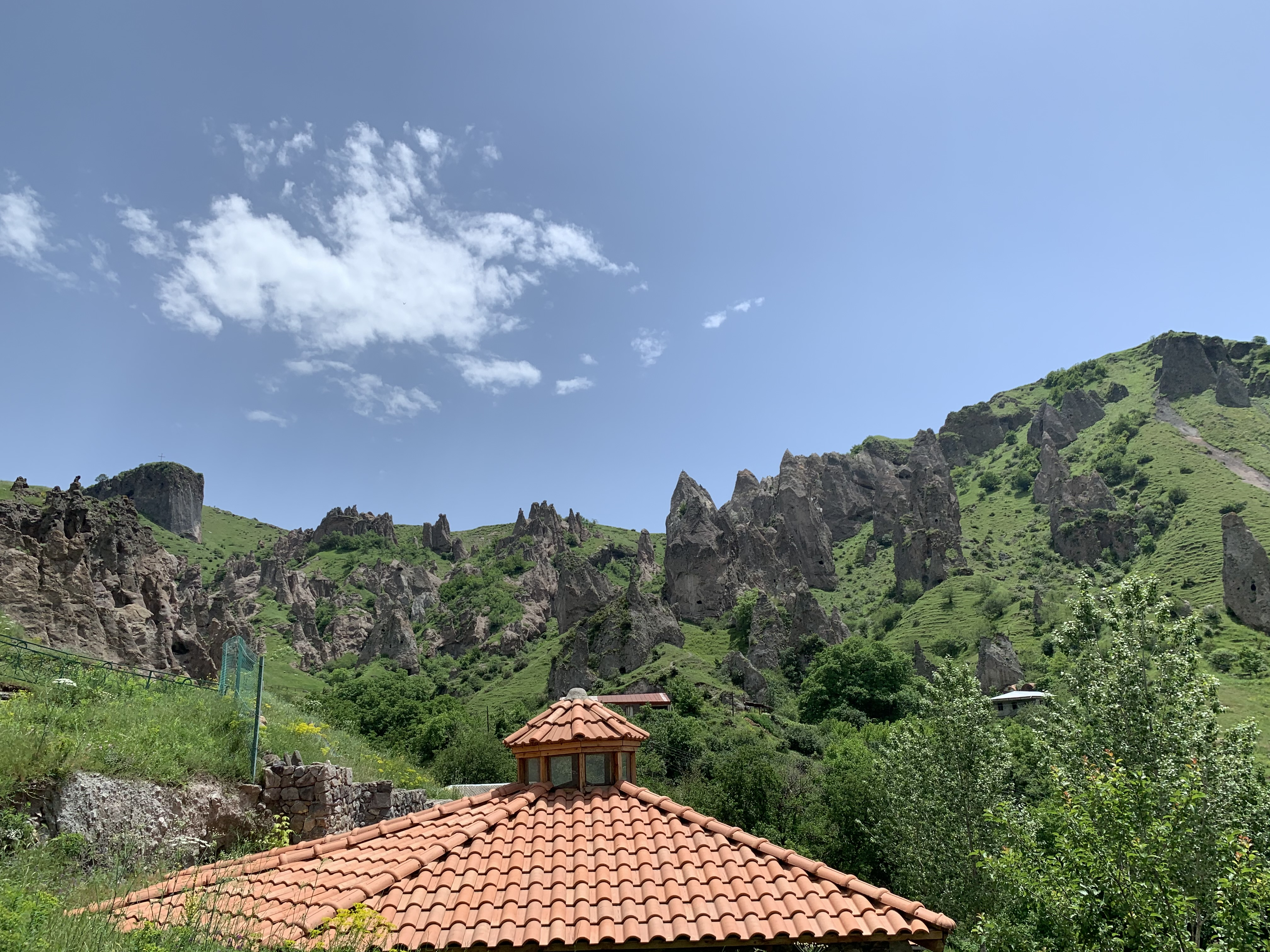
Пещеры в Горисе
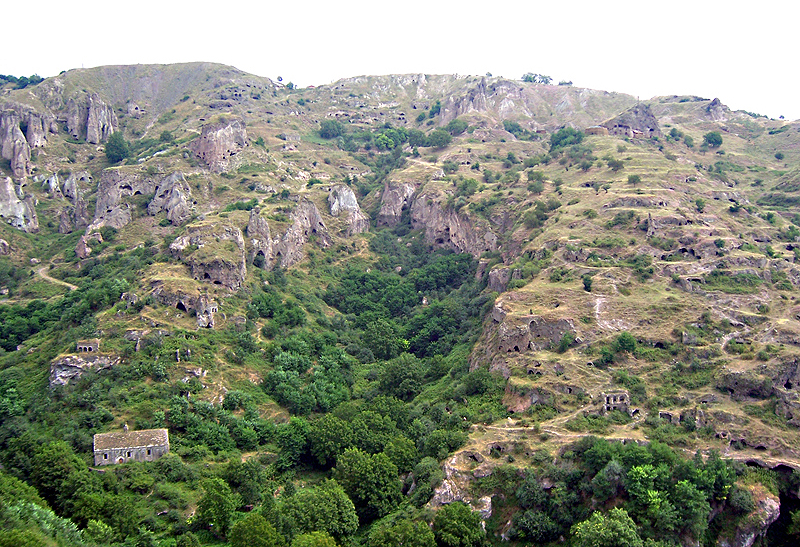
Древние пещеры
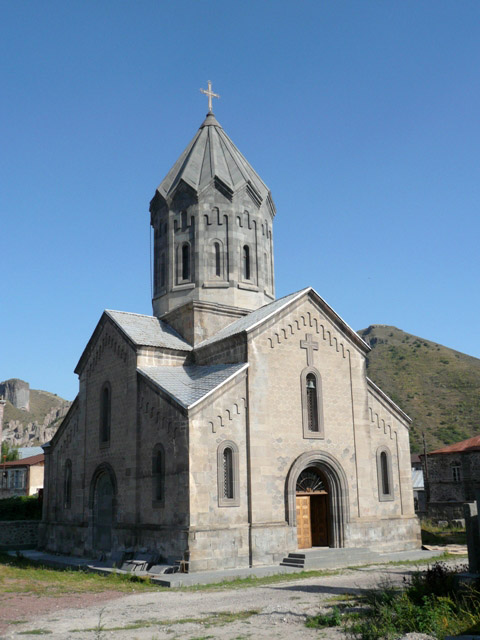
Церковь Святого Григория Просветителя в Горисе
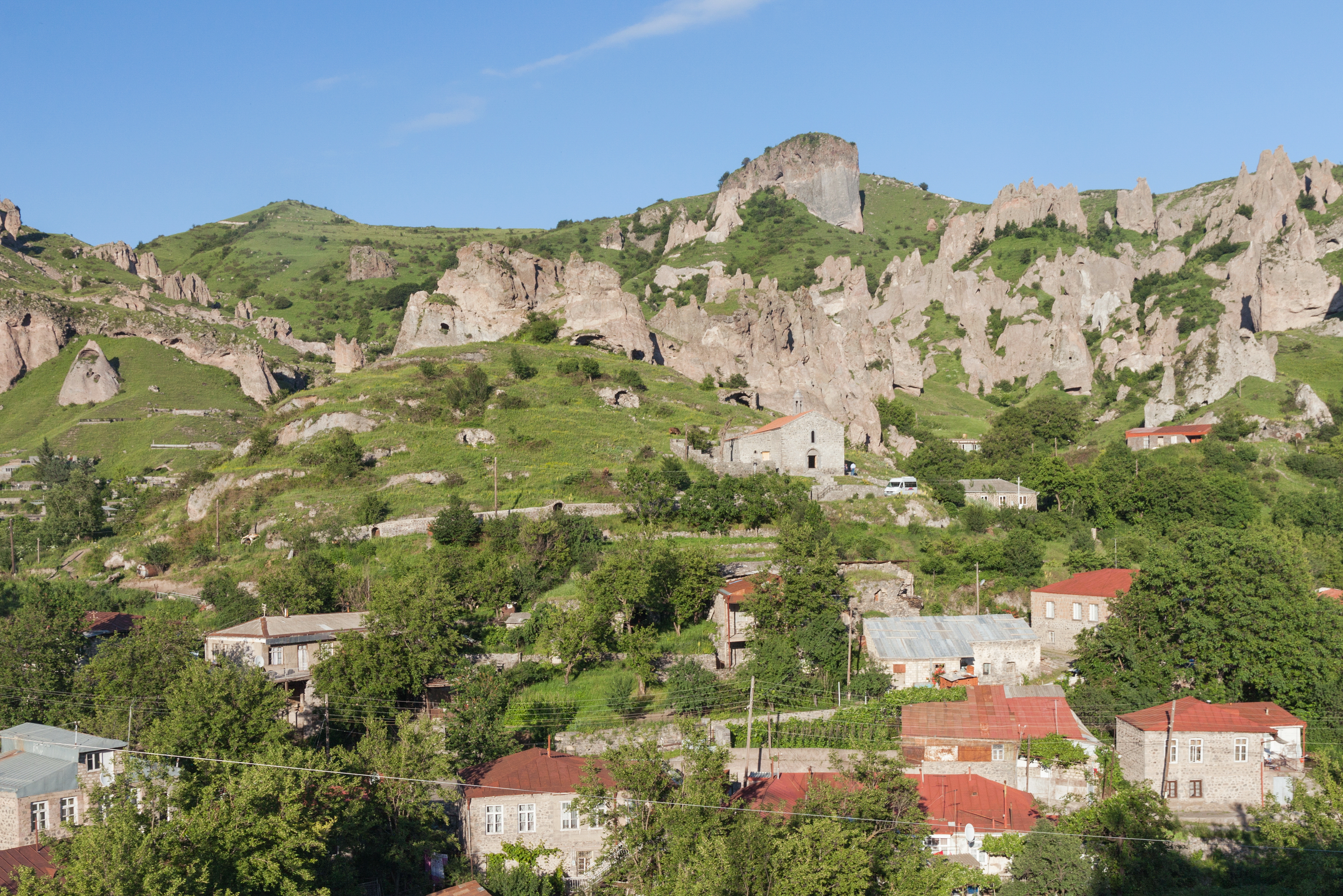
Церковь Святой Рипсиме, XVII век
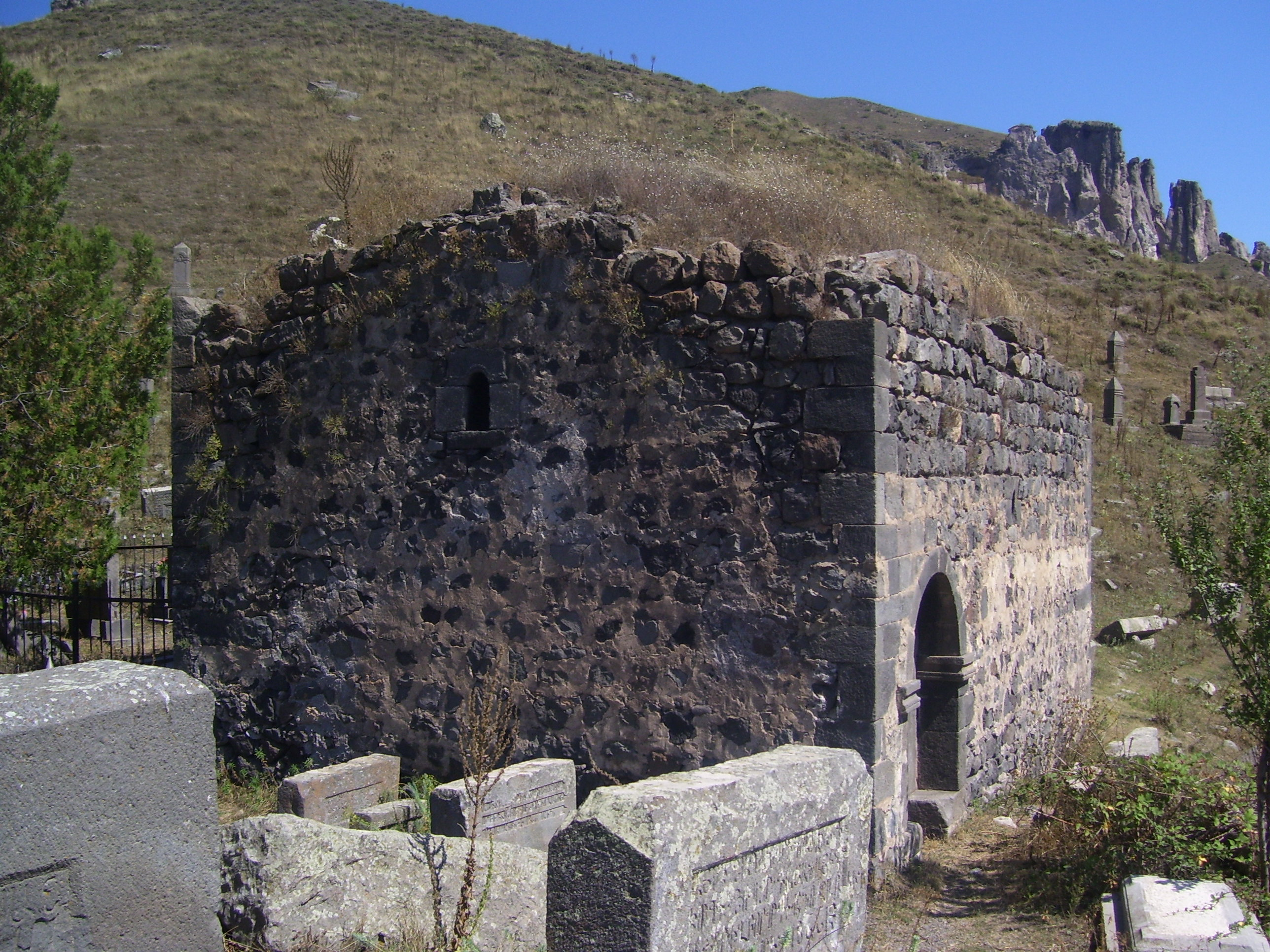
Церковь Меликнери, XVII век
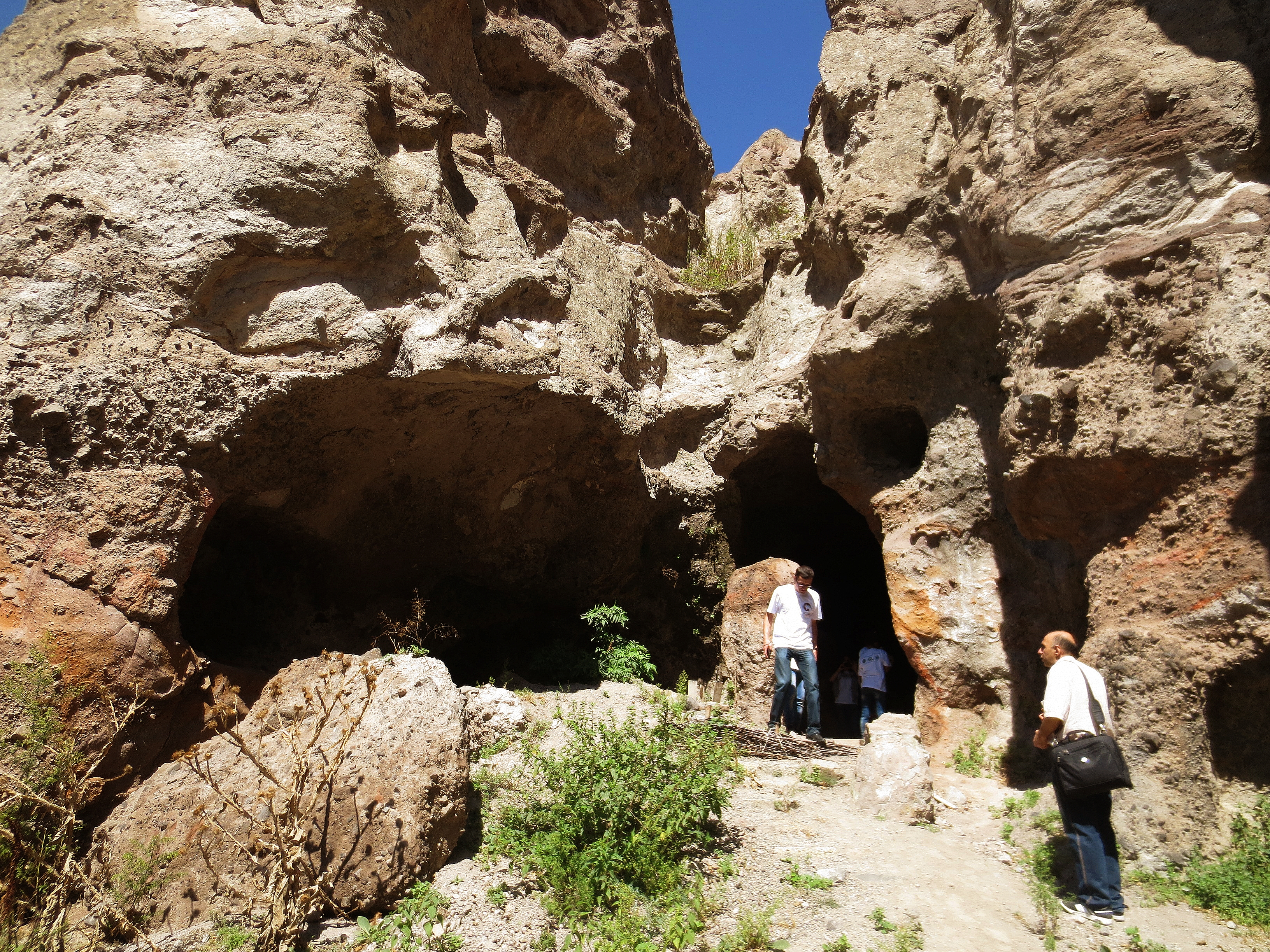
Древний амфитеатр
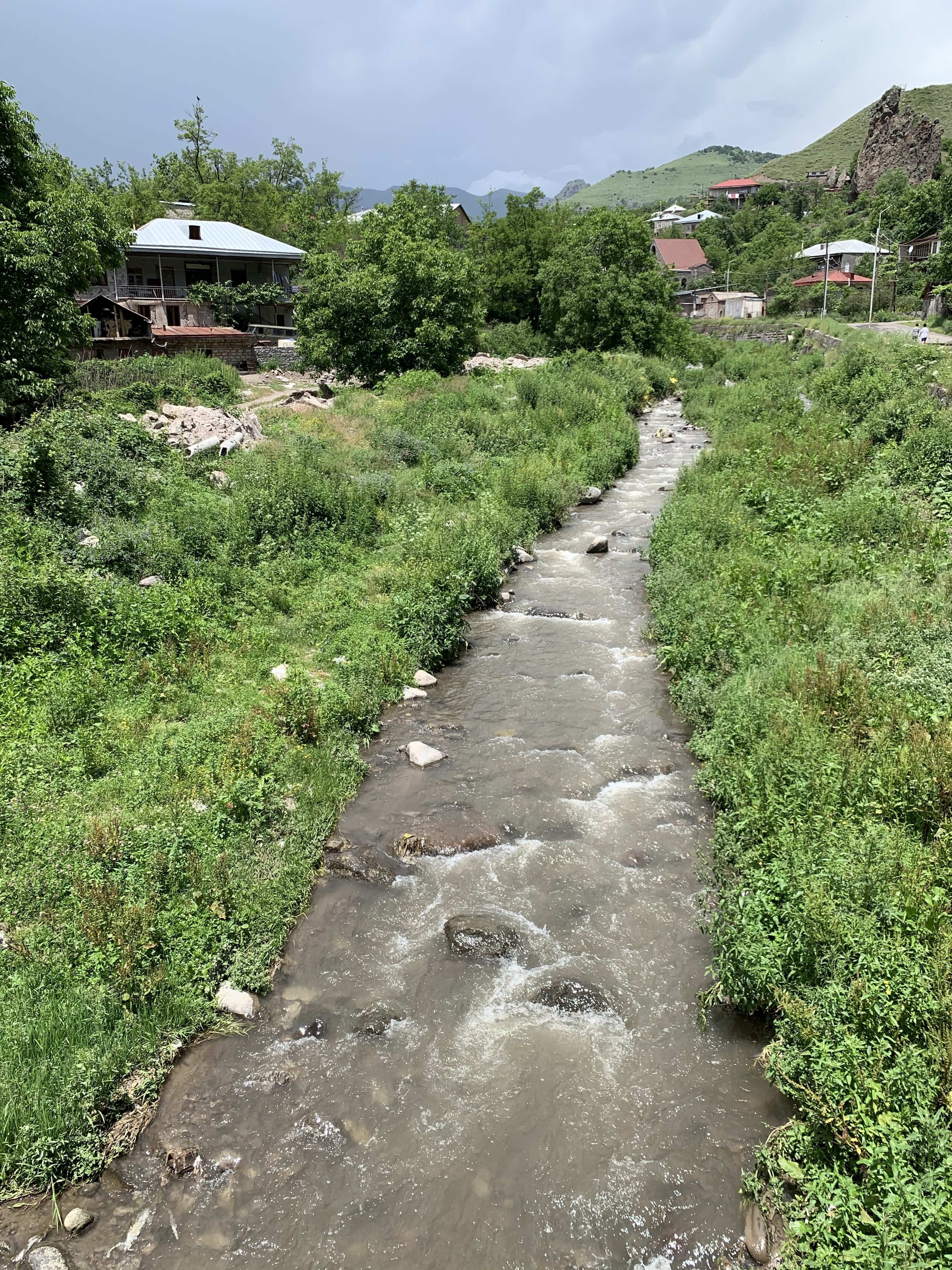
Река Вараракн

## Спорт
В начале 1990-х годов в городе существовала футбольная команда «Зангезур», которая достаточно успешно выступала в чемпионате страны, но постигший кризис вынудил клуб расформироваться.
Перед началом чемпионата 2009 года была заново восстановлена команда «Лернаин Арцах», которая в своё время представляла столичный регион. Клуб представлял Горис, а базировался в Степанакерте и спонсировался властями бывшей непризнанной НКР. Однако клуб так и не принял участия в первенстве Армении.

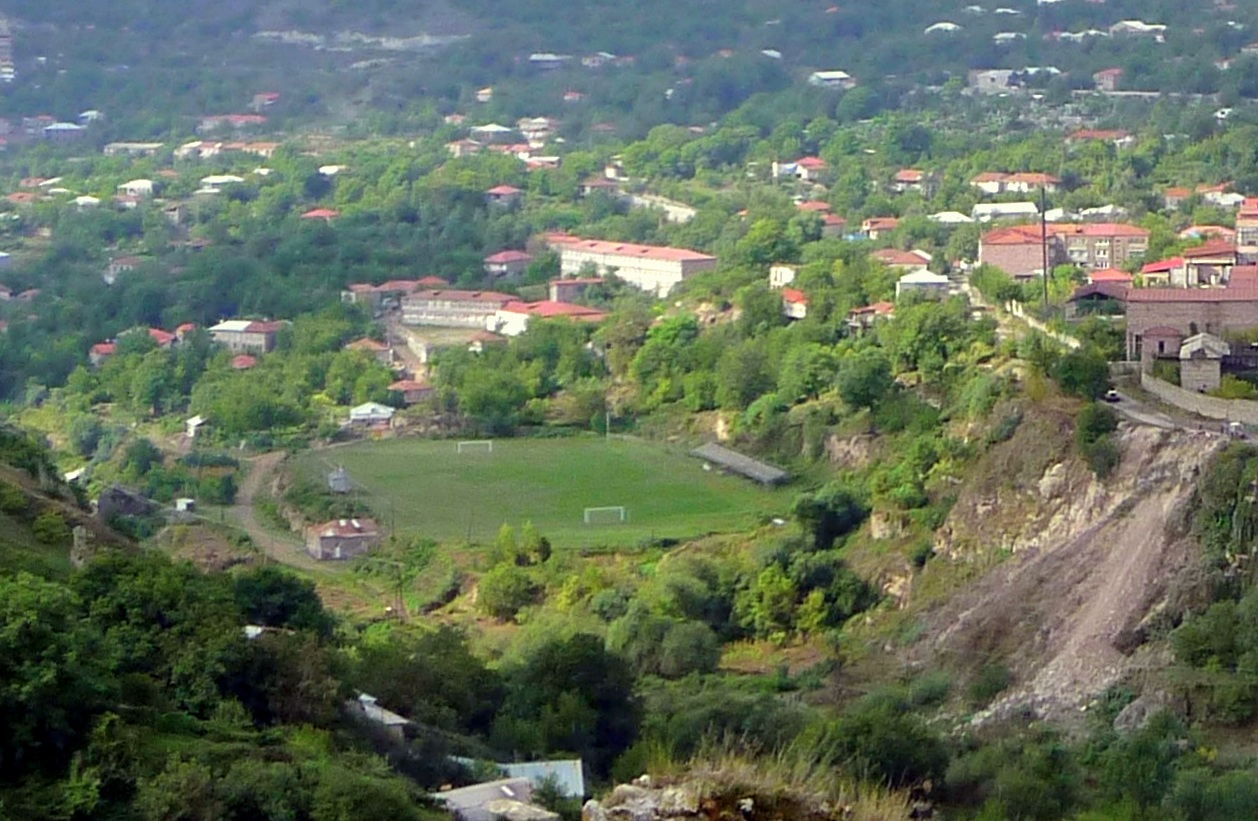
Городской стадион в Горисе

## Города-побратимы
- Несвиж, Белоруссия
- Вьен, Франция

## Фотогалерея

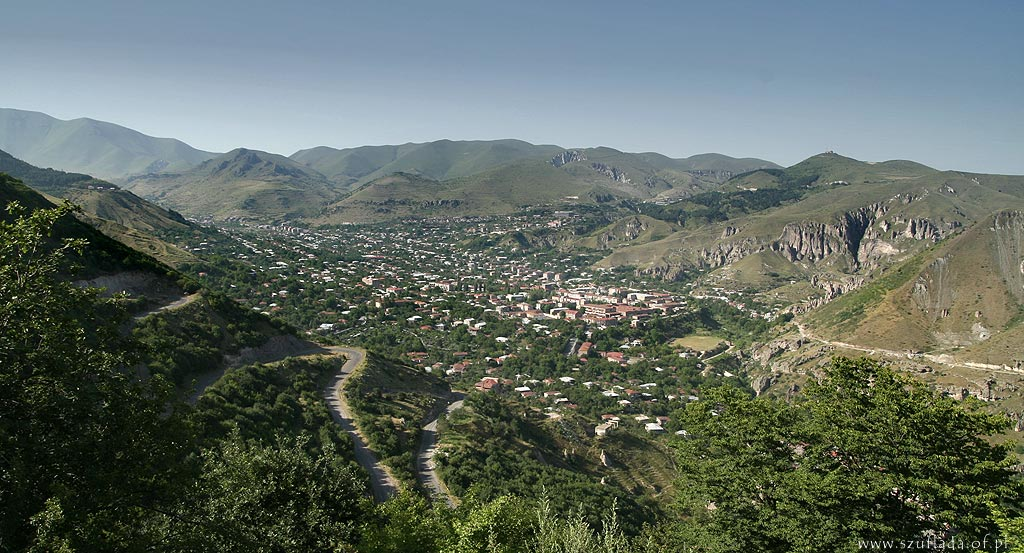
Вид на город
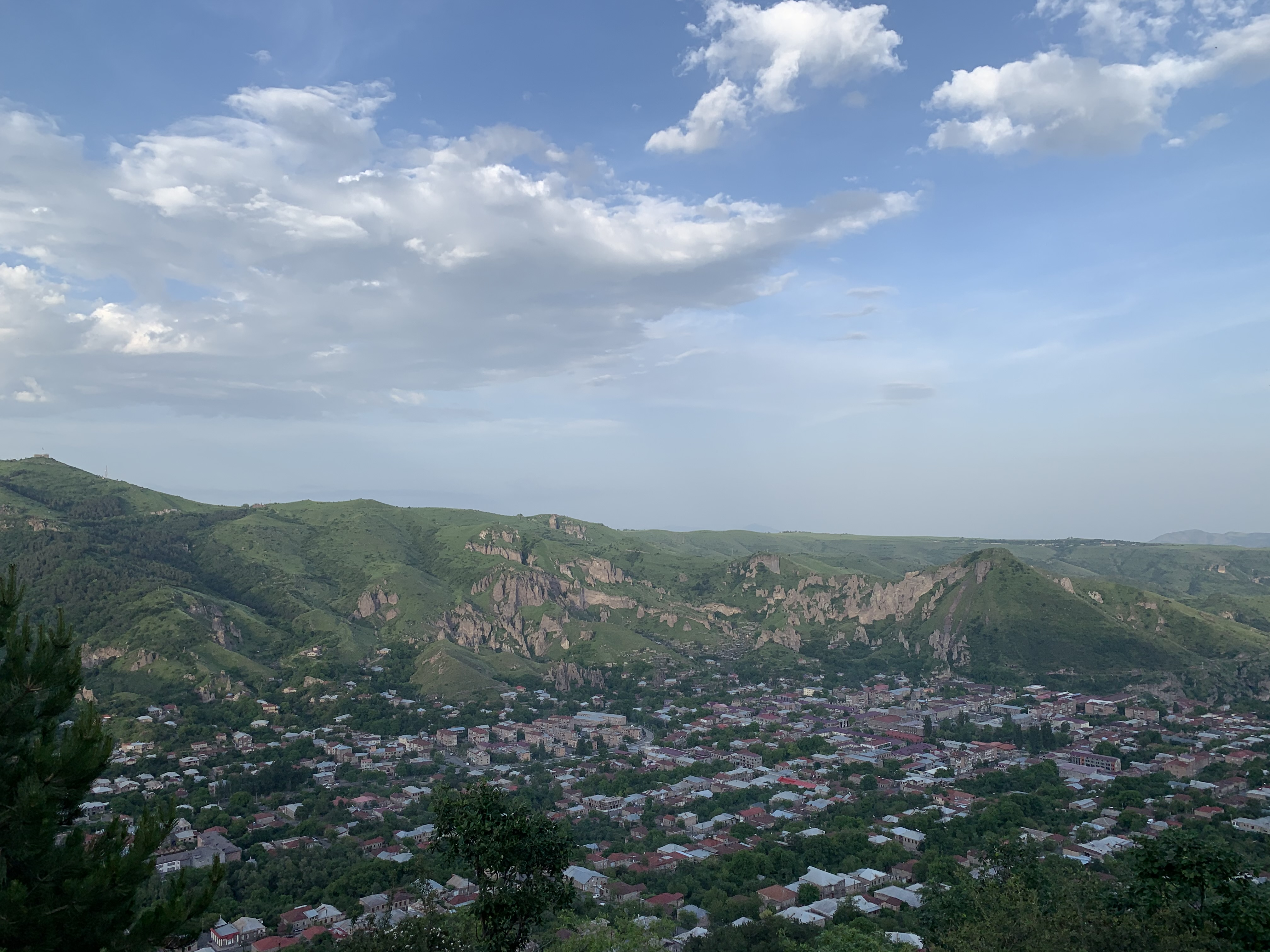
Вид на город
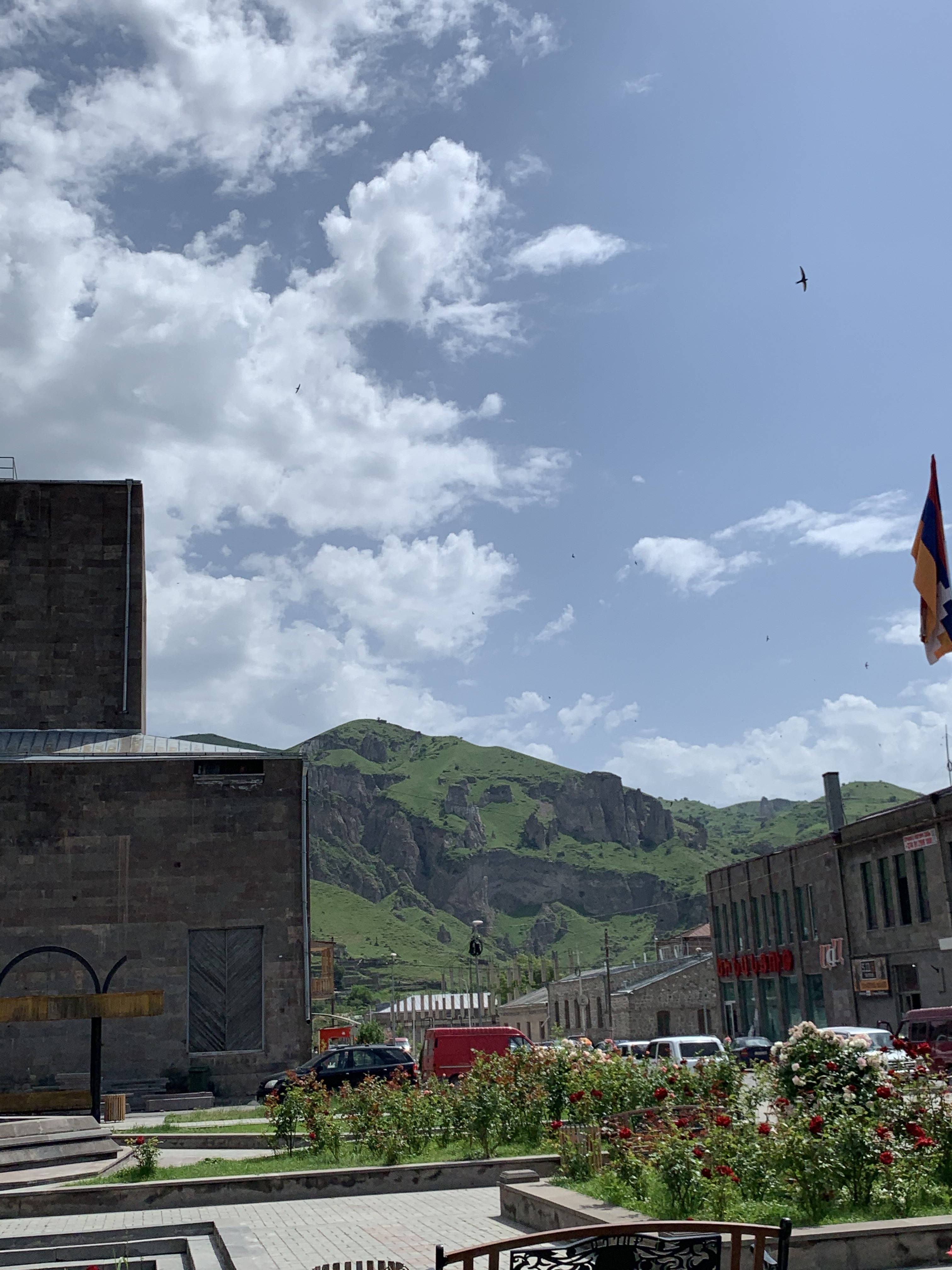
Вид на горный массив в районе города
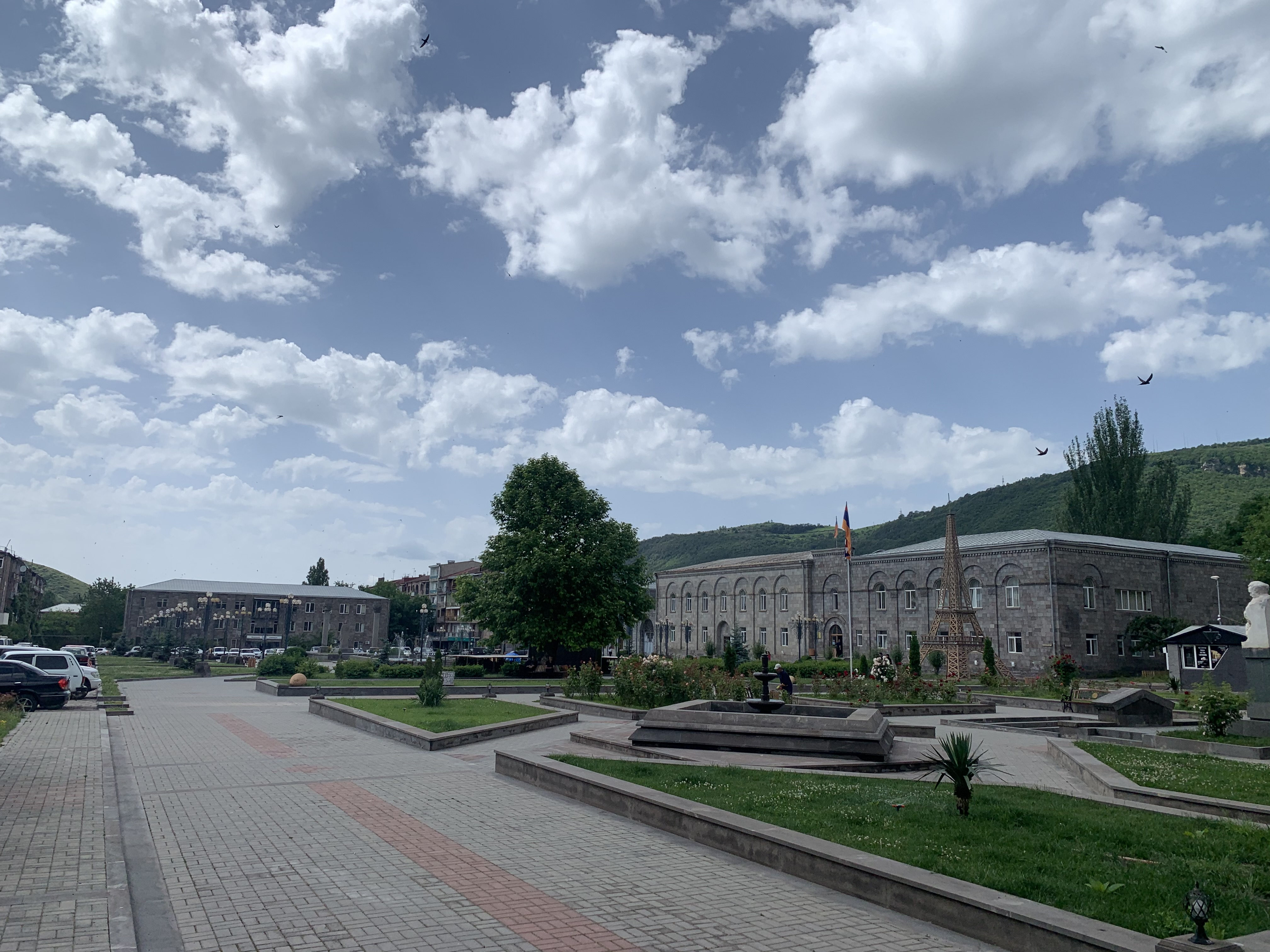
Центральная площадь
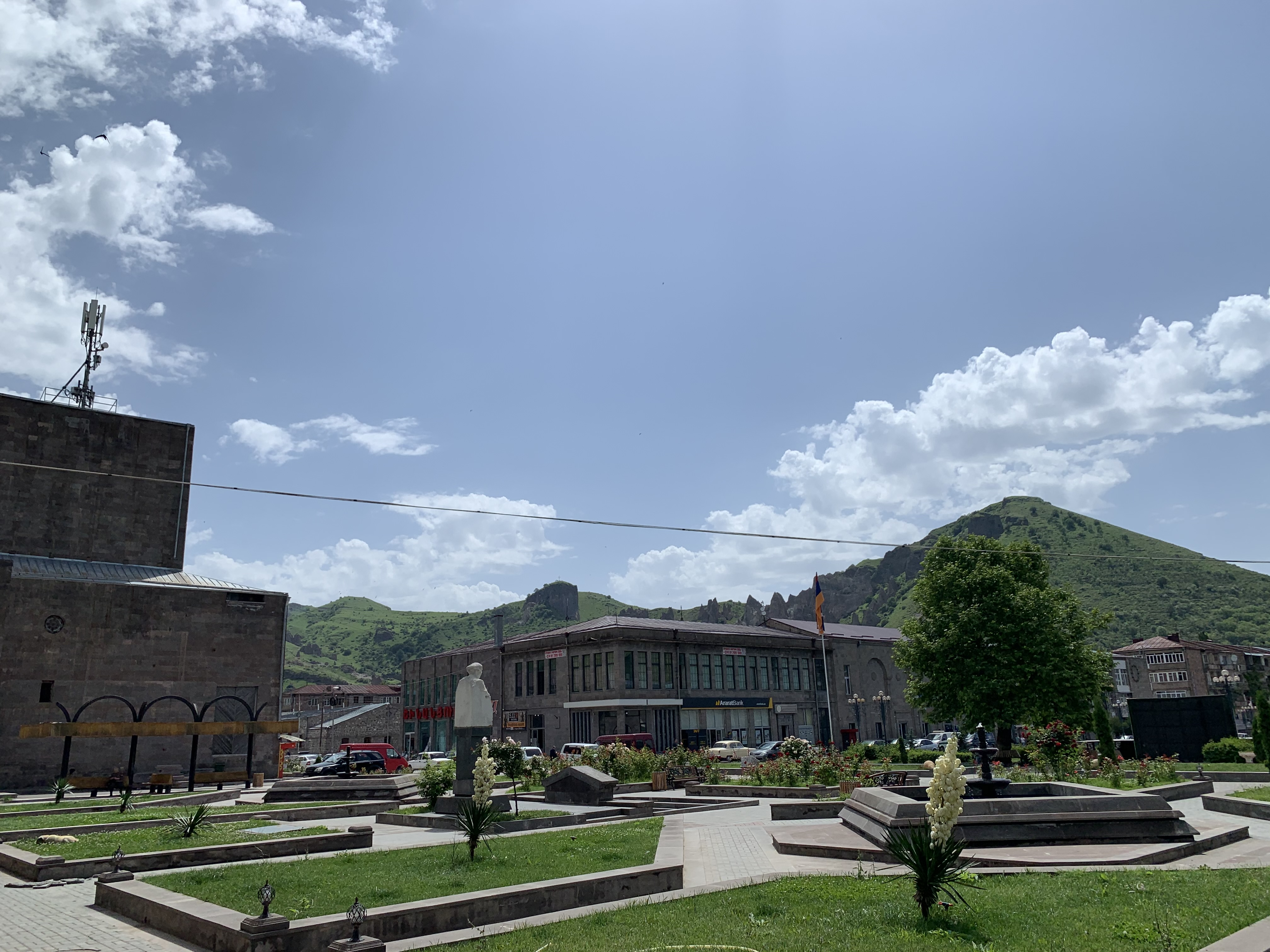
Часть центральной площади
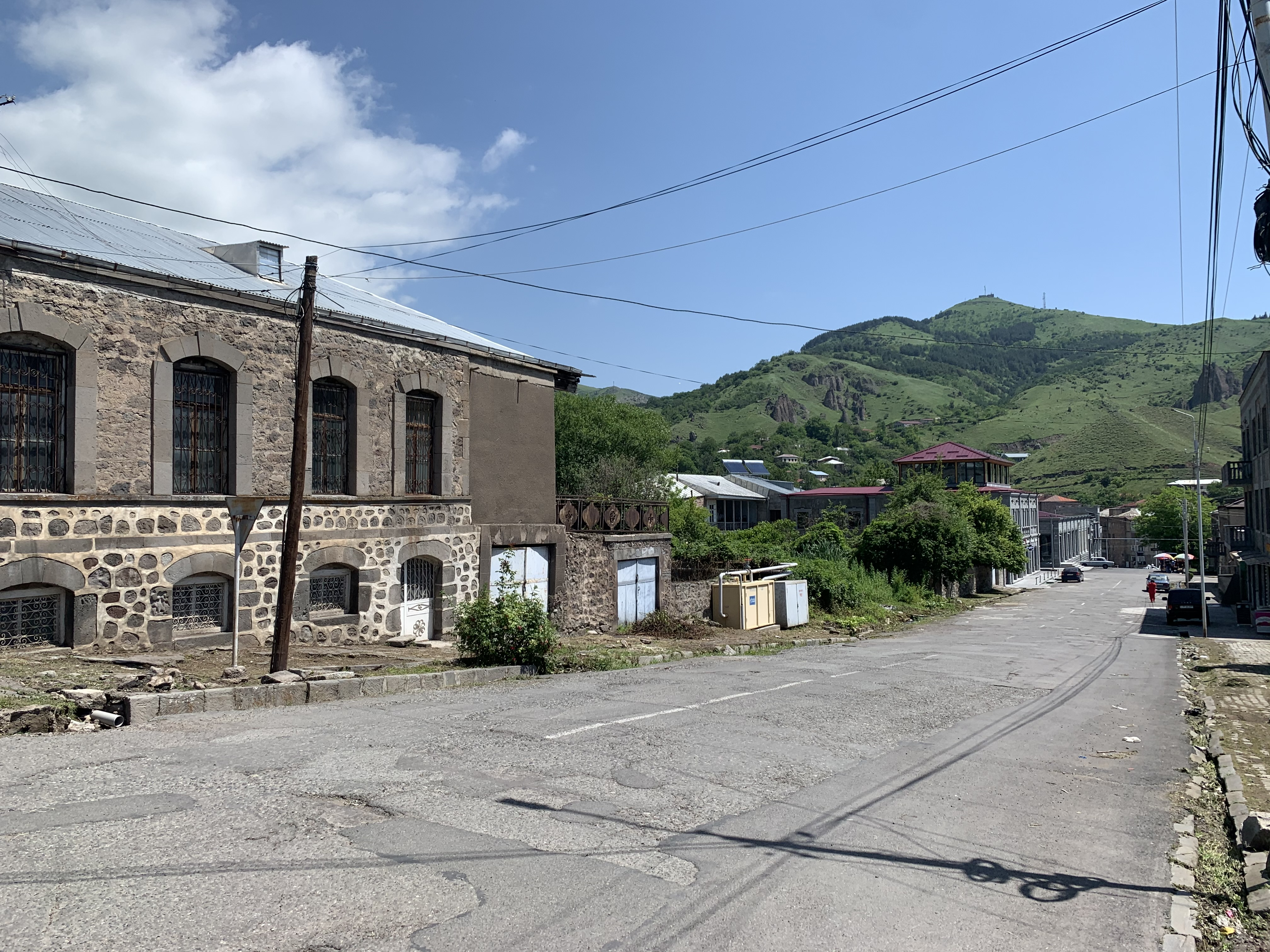
Одна из улочек
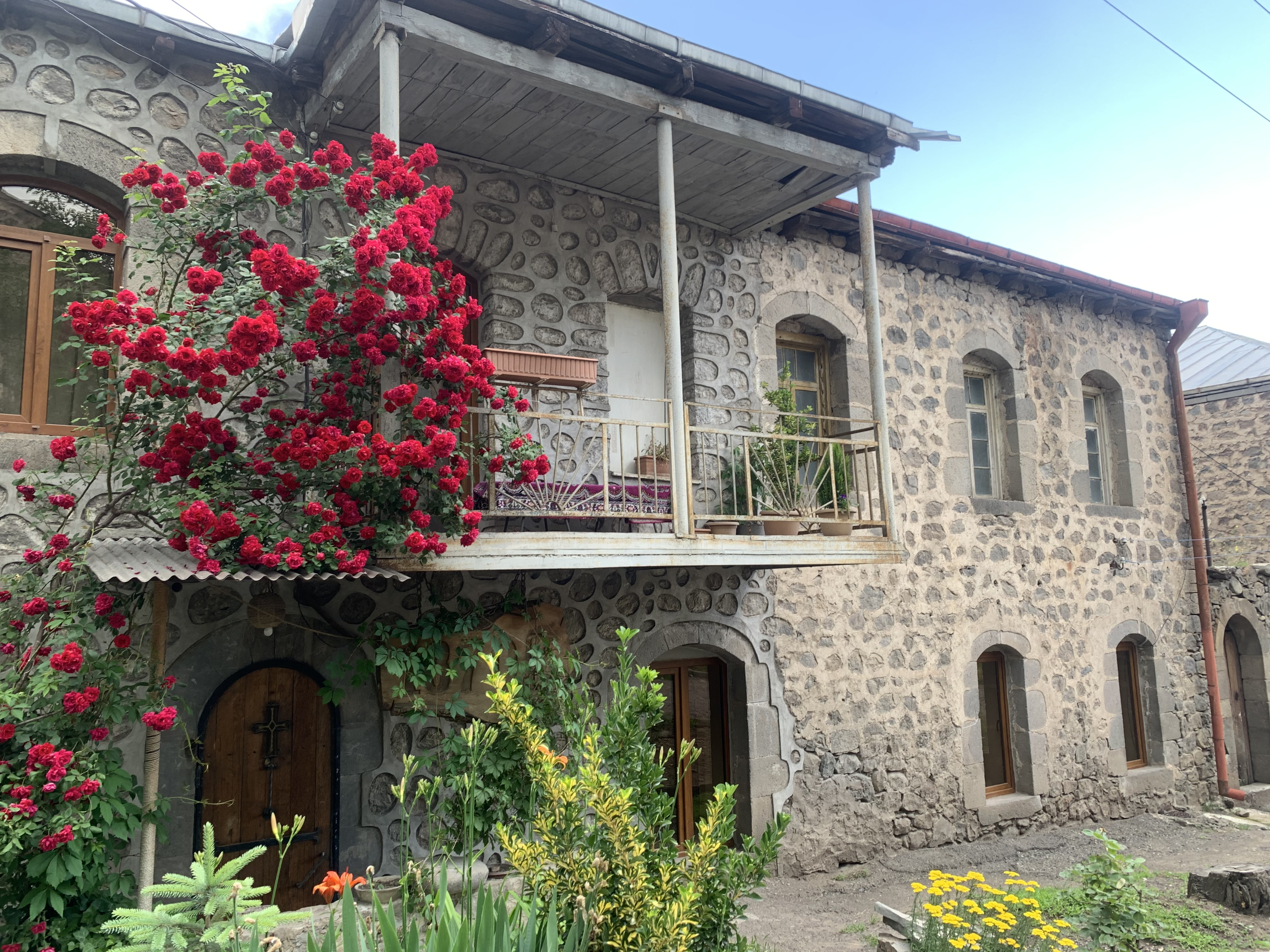
Архитектура города